# Subashi
Il soubashi (in turco: subaşı, in albanese: subash, in serbo-croato: subaša) era un titolo governativo ottomano usato per descrivere diverse posizioni all'interno della gerarchia ottomana, a seconda del contesto. Questo titolo è stato dato ai detentori di un timar che generasse più di 15.000 akçe all'anno o agli assistenti del sanjak-bey. Il termine era anche usato per il comandante della città o del castello nell'impero ottomano, un'antica versione di capo della polizia.
Un cognome diffuso tra le famiglie balcaniche, Subaša o Subašić, deriva da questo titolo.